# Träger (Mathematik)
In der Mathematik bezeichnet der Träger (engl. support) meist die abgeschlossene Hülle der Nichtnullstellenmenge einer Funktion oder anderer Objekte.

## Analysis

### Träger einer Funktion
Der Träger von {\displaystyle f} wird meist mit {\displaystyle \operatorname {Tr} (f)} oder {\displaystyle \operatorname {supp} (f)} bezeichnet.
Sei {\displaystyle A} ein topologischer Raum und {\displaystyle f\colon A\to \mathbb {R} } eine  Funktion.
Der Träger von {\displaystyle f} besteht dann aus der abgeschlossenen Hülle der Nichtnullstellenmenge von {\displaystyle f}, formal:
{\displaystyle \operatorname {Tr} (f)=\operatorname {supp} (f):={\overline {\{x\in A\mid f(x)\neq 0\}}}}

### Träger einer Distribution
Sei {\displaystyle \Omega } eine offene Teilmenge des {\displaystyle \mathbb {R} ^{d}} und {\displaystyle T\in {\mathcal {D}}'(\Omega )} eine Distribution. Man sagt, dass ein Punkt {\displaystyle x_{0}\in \Omega } zum Träger von {\displaystyle T} gehört, und schreibt {\displaystyle x_{0}\in \mathrm {supp} (T)}, wenn für jede offene Umgebung {\displaystyle U\subset \Omega } von {\displaystyle x_{0}} eine Funktion {\displaystyle \phi \in {\mathcal {D}}(U)} existiert mit {\displaystyle \;T(\phi )\neq 0}.
Falls {\displaystyle T} eine reguläre Distribution {\displaystyle T=T_{f}} mit stetigem f ist, so ist diese Definition äquivalent zur Definition des Trägers einer Funktion (der Funktion f).

### Beispiele
Ist {\displaystyle f\colon \mathbb {R} \to \mathbb {R} } mit {\displaystyle f(x)=x}, dann ist {\displaystyle \operatorname {supp} (f)=\mathbb {R} }, denn die Nichtnullstellenmenge von {\displaystyle f} ist {\displaystyle \mathbb {R} \setminus \left\{0\right\}}, deren Abschluss ganz {\displaystyle \mathbb {R} } ist. Dasselbe gilt für jede Polynom-Funktion außer der Nullfunktion.
Ist {\displaystyle f\colon \mathbb {R} \to \mathbb {R} } mit {\displaystyle f(x)=1}, falls {\displaystyle \left|x\right|<1}, sonst {\displaystyle 0}, dann ist {\displaystyle \operatorname {supp} (f)} die Menge {\displaystyle \left\{x:\left|x\right|\leq 1\right\}}.
Ist {\displaystyle \chi _{\mathbb {Q} }\colon \mathbb {R} \to \mathbb {R} } die charakteristische Funktion von {\displaystyle \mathbb {Q} :\chi _{\mathbb {Q} }(x)=1}, falls {\displaystyle x\in \mathbb {Q} }, und {\displaystyle \chi _{\mathbb {Q} }(x)=0}, falls {\displaystyle x\in \mathbb {R} \setminus \mathbb {Q} }, dann ist der Träger {\displaystyle \mathbb {R} }, also der Abschluss von {\displaystyle \mathbb {Q} }.
Sei {\displaystyle U} eine offene Teilmenge des {\displaystyle \mathbb {R} ^{d}}.
Die Menge aller stetigen Funktionen von {\displaystyle U} nach {\displaystyle \mathbb {R} } mit kompaktem Träger bildet einen Vektorraum, der mit {\displaystyle C_{c}(U)} bezeichnet wird.
Die Menge {\displaystyle C_{c}^{\infty }(U)} aller glatten (unendlich oft stetig differenzierbaren) Funktionen mit kompaktem Träger in {\displaystyle U} spielt als Menge der „Testfunktionen“ eine große Rolle in der Theorie der Distributionen.
Die Delta-Distribution {\displaystyle \delta (f):=f(0)} hat den Träger {\displaystyle \left\{0\right\}}, denn mit {\displaystyle \omega :=\mathbb {R} ^{d}\setminus \left\{0\right\}} gilt: Ist {\displaystyle f} aus {\displaystyle C_{c}^{\infty }(\omega )}, dann ist {\displaystyle \delta (f)=0}.

## Garbentheorie
Es sei {\displaystyle F} eine Garbe abelscher Gruppen über einem topologischen Raum {\displaystyle X}.

### Träger eines Schnittes
Für eine offene Teilmenge {\displaystyle U\subseteq X} und einen Schnitt {\displaystyle s\in \Gamma (U,F)} heißt der Abschluss der Menge derjenigen Punkte {\displaystyle x\in X}, für die das Bild von {\displaystyle s} im Halm {\displaystyle F_{x}} ungleich null ist, der Träger von {\displaystyle s}, meist mit {\displaystyle \mathrm {supp} \,s} oder {\displaystyle |s|} bezeichnet.
Insbesondere bezeichnet man als Träger eines auf einer Mannigfaltigkeit {\displaystyle M} definierten Vektorfeldes {\displaystyle F\colon M\to TM} den Abschluss der Menge der Punkte, in denen das Vektorfeld nicht Null ist.
Der Träger eines Schnittes ist nach Definition stets abgeschlossen.

### Träger einer Garbe
Der Träger von {\displaystyle F} selbst ist die Menge der Punkte {\displaystyle x\in X}, für die der Halm {\displaystyle F_{x}} ungleich null ist.
Der Träger einer Garbe ist nicht notwendigerweise abgeschlossen, der Träger einer kohärenten Modulgarbe hingegen schon.